# Floats
Floats är en genre inom breakdance som var populär under 80-talet. Dansaren roterar på olika sätt i en Turtle Freeze, där händerna går runt, hoppar eller snurrar i en cirkel. Det finns olika variationer:
- Cricket är ett trick där man trycker ifrån med handen man har i magen och hjälper till med den andra handen för fart och support. När man blir duktigare så kan man göra denna med endast en hand.

- Darkhammer
- Handglide
- Hydro
- Jackhammer
- Turtle